# Tinissa wayfoongi
Tinissa wayfoongi är en fjärilsart som beskrevs av Robinson och Kevin R. Tuck 1998. Tinissa wayfoongi ingår i släktet Tinissa och familjen äkta malar.
Artens utbredningsområde är Brunei. Inga underarter finns listade i Catalogue of Life.